# 1510-е годы
1510-е (ты́сяча пятьсо́т деся́тые) го́ды по юлианскому календарю — промежуток времени с 1 января 1510 года по 31 декабря 1519 года, включающий 1510 год 1-го десятилетия   и с 1511 по 1519 годы    2-го десятилетия XVI века 2-го тысячелетия.  Они закончились 506 лет назад.

## Важнейшие события
- Португало-египетская война (1505—1517) за господство в Индийском океане.
- Первая европейская колония в Индии (1510; Португальское завоевание Гоа). Взятие Малакки (1511).
- Псков присоединён к Великому княжеству Московскому (1510).
- Русско-литовская война (1512—1522). Сражение под Оршей (1514).
- Тихий океан открыт европейцами (1513; Васко де Бальбоа).
- Война Камбрейской лиги (1508—1516). Битва при Флоддене (1513).
- Начало правления Габсбургов в Испании (1516—1700; Карл V).
- Турецко-персидская война (1514—1555). Османо-мамлюкская война (1516—1517). Мамлюкский султанат (1250—1517) присоединён к Османской империи.
- Начало Реформации (1517; Лютер, Мартин).
- Первое кругосветное плавание Магеллана (1519—1522).

## Культура
- Джорджоне (1476/1477—1510), художник. «Спящая Венера» (1510).
- Рафаэль Санти (1483—1520), живописец, график и архитектор. «Афинская школа» (1511). «Сикстинская Мадонна» (1513).
- Микеланджело (1475—1564), скульптор, живописец, архитектор, поэт. «Сотворение Адама» (ок. 1511).
- Макиавелли, Никколо (1469—1527), философ, политический деятель. «Государь» (1513).
- Дюрер, Альбрехт (1471—1528), живописец, график. «Меланхолия» (1514).
- Мор, Томас (1478—1535), писатель, мыслитель. «Утопия» (1516).
- Леонардо да Винчи (1452—1519), художник, учёный, изобретатель, писатель. «Атлантический кодекс» (1478—1519).

## Политические деятели
- 1512—1520 — Правление османского султана Селима I, который осуществил серию завоеваний в Арабском мире.

## Родились

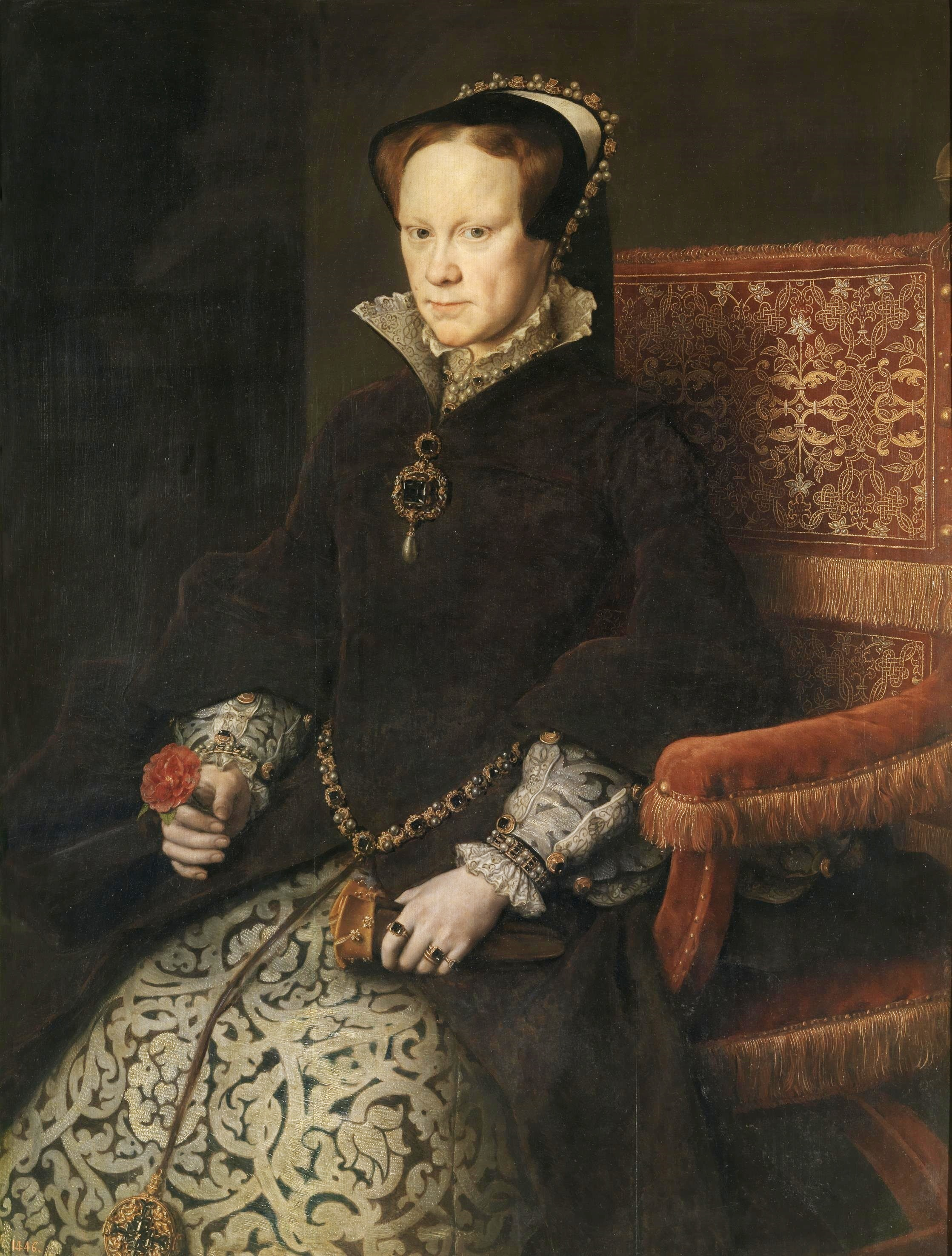
Портрет Марии I

- Анна Клевская — четвёртая супруга английского короля Генриха VIII. После аннулирования брака Анна осталась в Англии, ей было пожаловано щедрое содержание и неофициальное звание «любимой сестры короля» (англ. the King's Beloved Sister).
- Джорджо Вазари — итальянский живописец, архитектор и писатель. Автор знаменитых «Жизнеописаний», основоположник современного искусствознания.
- Генрих II — король Франции с 31 марта 1547 года, второй сын Франциска I от брака с Клод Французской, дочерью Людовика XII, из Ангулемской линии династии Валуа.
- Иннокентий IX — папа римский с 29 октября по 30 декабря 1591.
- Мария I Тюдор — королева Англии с 1553, старшая дочь Генриха VIII от брака с Екатериной Арагонской. Также известна как Мария Кровавая (или Кровавая Мэри, англ. Bloody Mary), Мария Католичка.
- Екатерина Медичи — королева и регентша Франции, жена Генриха II, короля Франции из Ангулемской линии династии Валуа.
- Меркатор, Герард — фламандского картограф и географ.
- Палестрина, Джованни Пьерлуиджи — итальянский композитор, один из крупнейших полифонистов своего времени.
- Тереза Авильская — испанская монахиня-кармелитка, католическая святая, автор мистических сочинений, реформатор кармелитского ордена, создатель орденской ветви «босоногих кармелиток». Католическая церковь причисляет её к Учителям Церкви.
- Тинторетто — живописец венецианской школы позднего Ренессанса.

## Скончались

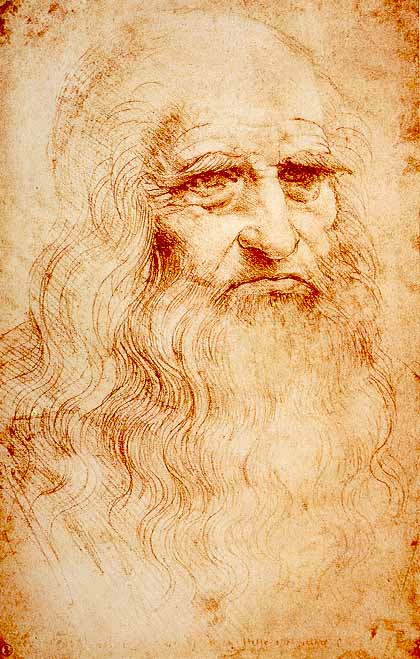
Автопортрет Леонардо да Винчи

- Баязид II — султан Османской империи в 1481—1512.
- Иероним Босх — нидерландский художник, один из крупнейших мастеров Северного Возрождения.
- Веспуччи, Америго — флорентийский путешественник, по имени которого, возможно, названа Америка.
- Джорджоне — итальянский художник, представитель венецианской школы живописи; один из величайших мастеров Высокого Возрождения.
- Леонардо да Винчи — великий итальянский художник (живописец, скульптор, архитектор) и учёный (анатом, естествоиспытатель), изобретатель, писатель, один из крупнейших представителей искусства Высокого Возрождения, яркий пример «универсального человека» (лат. homo universalis) — идеала итальянского Ренессанса. Явив собою идеал ренессансного «универсального человека», Леонардо осмысливался в последующей традиции как личность, наиболее ярко очертившая диапазон творческих исканий эпохи.
- Людовик XII — король Франции с 7 апреля 1498 года. Из Орлеанской ветви династии Валуа, сын герцога Карла Орлеанского. Основное событие его царствования — войны, которые Франция вела на территории Италии.
- Максимилиан I — король Германии (римский король) с 16 февраля 1486, император Священной Римской империи с 4 февраля 1508, эрцгерцог Австрийский с 19 августа 1493, реформатор государственных систем Германии и Австрии и один из архитекторов многонациональной державы Габсбургов, распространившейся не только на половину Европы, но и на заморские колонии.
- Сандро Боттичелли — флорентийский художник, который привёл искусство кватроченто на порог Высокого Возрождения.
- Фердинанд II Арагонский, основатель единой испанской монархии, при котором произошло открытие Америки
- Юлий II — папа римский с 31 октября 1503 года по 21 февраля 1513 года.